# Hoogovens Stoom IJmuiden
Hoogovens Stoom IJmuiden organiseert ritten met stoomtractie voor publiek over het terrein van Tata Steel IJmuiden, noordelijk van het Noordzeekanaal bij IJmuiden. De ritten vertrekken vanaf de halte Velserbosch in Velsen-Noord. Voor de rondritten is er de beschikking over twee stoomlocomotieven en zeven rijtuigen.
Tot 2002 werden de ritten verzorgd door een groep vrijwilligers onder de informele naam Stoomclub Hoogovens. In 2002 werd een officiële vereniging opgericht onder de naam Corus Stoom IJmuiden naar de toenmalige bedrijfsnaam. Sinds het bedrijf eigendom is van Tata Steel, is de naam veranderd in de naam Hoogovens Stoom IJmuiden.
Sinds de oprichting wordt de trein gereden onder de naam Hoogovens Excursietrein.
In 2022 en 2023 vonden er geen ritten plaats i.v.m. de 'stikstofproblematiek'. De beide stoomlocs zijn in bruikleen elders ingezet.

## Geschiedenis
Op het terrein van de Koninklijke Hoogovens en Staalfabrieken te IJmuiden is sinds 1920 een uitgebreid spoorwegnet ontstaan, waar vele stoomlocomotieven (tot 1962) en diesellocomotieven (vanaf 1953) hebben dienstgedaan voor het goederenverkeer. Ook tegenwoordig wordt er nog een intensief vervoer uitgevoerd met moderne diesellocomotieven.
Tussen 1948 en 1957 vond er vanaf de halte Velsen Hoogovens personeelsvervoer plaats met een eigen Hoogovenstrein, bestaande uit een stoomloc, een koppelwagen en zeven stoomtramrijtuigen, overgenomen van de Nederlandsche Tramweg Maatschappij in Friesland (waarvan zes ex-Gooische Tram). Bij de ingebruikname van de Velsertunnel kwam de halte Velsen Hoogovens per 28 september 1957 te vervallen en daarmee eindigde het personenvervoer.
Tien jaar na de buitendienststelling van de laatste stoomloc in IJmuiden kon van het Duitse collega-staalbedrijf Gutehoffnungshütte te Oberhausen een afgedankte, nog in goede staat verkerende, stoomlocomotief worden overgenomen. Dit was de in 1943 te Esslingen am Neckar gebouwde loc 57, die in 1971 nog een revisie had ondergaan.
Bij de Hoogovens werd een 'stoomclub' opgericht die tot doel had om met deze locomotief ritten voor publiek te gaan uitvoeren. Van de Nederlandse Spoorwegen konden vijf 'Blokkendoos' rijtuigen Mat '24 worden overgenomen die de nummers 76101-76105 kregen. Ook kwam er een goederenwagen die tot verwarmingswagen werd verbouwd. Vanaf het voorjaar van 1973 werden met deze Hoogovens Excursietrein regelmatig rondritten voor publiek gereden over het terrein van de Hoogovens en daarbuiten.
Om over een reserve stoomloc te kunnen beschikken werd in 1974 van de Duitse Bergbau AG in Herne een door Krupp in 1949 gebouwde loc overgenomen, die sinds 1973 een revisie onderging, maar nog niet voltooid was. Tussen 1974 en 1980 werd deze door de Hoogovens Stoomclub afgerond, waarna men met deze loc 22 nu over twee locomotieven kon beschikken. Loc 57 kreeg in 1975 de naam 'Bonne' en werd vernoemd naar de toenmalige directeur Bonne de Jong. Hij heeft het groene licht gegeven voor het rijden met een stoomtrein. Loc 22 draagt sinds 1980 de naam 'Tom', en is vernoemd naar Tom Ensink, de toenmalige chef van Railvervoer. Door zijn initiatief is loc 57 in IJmuiden terecht gekomen.
Loc 57 was van 2002 tot 2013 in restauratie en is op 17 mei 2013 weer in dienst gesteld. De loc heeft een nieuwe ketel gekregen, gebouwd door het Dampflocwerk Meiningen. Sinds 2013 was loc 'Tom' enige jaren buiten dienst voor revisie.
In 1987 kwamen er zeven vierassige Umbaurijtuigen (bouwjaar 1959) van de Deutsche Bundesbahn in dienst als vervanging van de Blokkendoos-rijtuigen, die vervolgens naar museumlijnen elders in Nederland werden verkocht of naar de sloop gingen.
Voorts beschikt men over nog vijf diesellocomotieven en een aantal goederenwagens en bijzondere voertuigen.

## Materieel
| Nummer             | Bouwjaar (fabriek)                                                   | Opmerkingen | Afbeelding         |
| ------------------ | -------------------------------------------------------------------- | --- | ------------------ |
| Stoomlocomotieven  |                                                                      | |                    |
| 22 "Tom"           | 1949 (Krupp Essen)                                                   | In dienst. Ex-RuhrKohle AG als D-22. In 1974 naar Hoogovens. In 2022 en 2023 actief geweest bij de vier stoomtrein-museumlijnen in België en bij de ZLSM in Simpelveld. |                    |
| 57 "Bonne"         | 1942 (Machinenfabrik Esslingen)                                      | In dienst. Ex-HOAG 57, ex-Eisenbahn und Hafenverkehr Duisburg. In 1972 naar Hoogovens. Sinds 2023 in bruikleen werkzaam bij de ZLSM in Simpelveld. |                    |
| Diesellocomotieven |                                                                      | |                    |
| Sik NS 316         | 1940 (Werkspoor Amsterdam)                                           | Dienstvaardig |                    |
| KNHS 995           | 1963 (General Electric)                                              | Deels gesloopt. Ombouw naar hybride BEMO |                    |
| KNHS 48            | 1958 (Cockerill Seraing)                                             | Buiten dienst |                    |
| KNHS 5             | 1960 (Orenstein & Koppel)                                            | Buiten dienst |                    |
| "Japie"            | 1936 (Orenstein & Koppel)                                            | Buiten dienst, statisch monument |                    |
| Rijtuigen          |                                                                      | |                    |
| 76101              | 1924 (HAWA)                                                          | Mat '24, ex-Cec 8506. In 1986 naar SGB, later gesloopt. |                    |
| 76101              | 1959 (AW Neuaubing)                                                  | Dienstvaardig, Umbau-Wagen (DB), type Byg 515. DB-nummer 5080 29 12 197-9. |                    |
| 76102              | 1931 (Werkspoor)                                                     | Mat '24, ex-Cec 8543, Cec 8151, B 5704. In 1973 naar de Hoogovens. In 1986 naar SGB. |                    |
| 76102              | 1959 (AW Karlsruhe)                                                  | Dienstvaardig, Umbau-Wagen (DB), type Byg 515. DB-nummer 5080 29 12 628-3. |                    |
| 76103              | 1928 (Beijnes)                                                       | Mat '24, ex-mCD 9409. Gesloopt, onderdelen zitten in NS C 9002 (Jaap). |                    |
| 76103              | 1959 (AW Karlsruhe)                                                  | Dienstvaardig, Umbau-Wagen (DB), type Byg 516. DB-nummer 5080 29 03 013-9. |                    |
| 76104              | 1931 (Werkspoor)                                                     | Mat '24. In 1973 naar de Hoogovens. In 1986 naar het Spoorwegmuseum en met nummer Cecr 8553 in gebruik als tussenrijtuig van de Blokkendoostrein. |                    |
| 76104              | 1960 (AW Karlsruhe)                                                  | Dienstvaardig, Umbau-Wagen (DB), type Byg 516. DB-nummer 5080 29 03 006-3. |                    |
| 76105              | 1928 (Beijnes)                                                       | Mat '24. Oorspronkelijk motorwagen mCv 9410. Later bovenleidingmontagewagen nr. 165083. In 1973 naar de Hoogovens. In 1986 naar Rotterdam en in gebruik als restaurant "De Wagon". Later ging het rijtuig naar het Valkenburgse Meer. |                    |
| 76105              | 1958 (AW Neuaubing)                                                  | Dienstvaardig, Umbau-Wagen (DB), type BDyg 532. DB-nummer 5080 82 12 186-6. |                    |
| 76109              | 1959 (AW Hannover)                                                   | Dienstvaardig, Umbau-Wagen (DB), type AByg 504. DB-nummer 5080 38 11 468-4. |                    |
| 76111              | 1926 (Görlitz)                                                       | Mat '24, ex-Cec 8518. Gesloopt. |                    |
| 76113              | 1959 (AW Neuaubing)                                                  | Dienstvaardig, barrijtuig. Umbau-Wagen (DB), type BDyg 531. DB-nummer 5080 82-12 063-7. |                    |
| Overig             |                                                                      | |                    |
| MB 1503            | 1955 (Talbot)                                                        | In 1955 door Talbot (Aken) als VT3 gebouwd voor de AG Ruhr-Lippe-Eisenbahnen. In 1967 naar de Hümmlinger Kreisbahn. In 1971 naar de SHM. In 1982 naar VSM, in 1984 ook bij de Hoogovens. Gesloopt in 1994. | Motorwagen MB 1503 |
| 1-01               | 1960 (Samson)                                                        | Spoorkraan, ex-KNHS. Inmiddels gesloopt. |                    |
| UST-76             | CFD 1976                                                             | Voormalige Ultrasoonmeettrein. Gesloopt 2012. |                    |
| 76106              | 1963 (Lindner)                                                       | Generatorwagen; ex-NS 0184 1501 048-9 |                    |
| 76107              | 1956 (Allan Rotterdam)                                               | HW Demel; ex-Ministerie van Defensie 2084 0402 001-7 (oorspr. NS 581 101P). De wagen werd gebruikt om, op plaatsen zonder koplading, voertuigen op de trein te kunnen laden. De Demel werd aan de trein gekoppeld waarna de achterste as kon worden weggenomen. De wagen vormde dan een schuine oprijweg waarover tanks en vrachtauto’s op de trein konden rijden. |                    |
| 76110              | 1991 (in eigen beheer); onderstel 1945 (Nydquist & Holm Trollhättan) | Energierijtuig in de Corus Excursietrein. Rijtuig is gebouwd op het onderstel van een tender van een NS 4700-stoomlocomotief. |                    |
| 76111              | 1944 (Nydquist & Holm Trollhättan)                                   | Water- en kolentender van stoomlocomotief NS 4003. |                    |
| 76112              | 1954 (Krupp, Essen)                                                  | CT Demel; ex-Ministerie van Defensie 2184 0450 010-8 (oorspr. NS 581 009P). Uit een serie van 25 wagens voor het transport van Centurion-tanks |                    |
| 11229              | 1929 (Jünkerath)                                                     | Slakpanwagen, ex-KNHS. Deze werd gebruikt voor het afvoeren van slak die ontstaat bij de ruwijzer bereiding. |                    |
| 13005 (ex-HS 5)    | 1948 (Guttehofnungshütte, werk Sterkrade)                            | Ruwijzermenger. Werd gebruikt om het ruw ijzer te vervoeren van de hoogovens naar de staalfabriek. |                    |
| 23392              | 1963 (Mulder)                                                        | Blokschrotwagen. Werd bij Hoogovens gebruikt voor intern transport van schroot. Inmiddels gesloopt. |                    |
| 51554              | 1944 (American Car and Foundry)                                      | Warflat, ex-US Army Transportation Corps 3508474. Is na de Tweede Wereldoorlog door het Amerikaanse leger achtergelaten. Gereviseerd tussen 2017 en 2021. |                    |